# Jack Hunt
Jack Paul Hunt (Rothwell, 6 dicembre 1990) è un calciatore inglese, difensore del Bristol Rovers.

## Caratteristiche tecniche
È un terzino destro.

## Carriera
È cresciuto nelle giovanili dell'Huddersfield Town.
Ha esordito nel calcio professionistico il 7 agosto 2010 con la maglia del Chesterfield in un match vinto 2-1 contro il Barnet.
È forte

## Statistiche

### Presenze e reti nei club
Statistiche aggiornate al 7 luglio 2017.
| Stagione                 | Squadra                  | Campionato               | Campionato | Campionato | Coppe nazionali | Coppe nazionali | Coppe nazionali | Coppe continentali | Coppe continentali | Coppe continentali | Altre coppe | Altre coppe | Altre coppe | Totale | Totale | Totale |
| Stagione                 | Squadra                  | Comp                     | Pres       | Reti       | Comp            | Pres            | Reti            | Comp               | Pres               | Reti               | Comp        | Pres        | Reti        | Pres   | Reti   |        |
| ------------------------ | ------------------------ | ------------------------ | ---------- | ---------- | --------------- | --------------- | --------------- | ------------------ | ------------------ | ------------------ | ----------- | ----------- | ----------- | ------ | ------ | ------ |
| gen.-giu. 2010           | Grays Athletic           | NL                       | 4          | 0          | FACup+FATrophy  | 0               | 0               |                    | -                  | -                  |             | -           | -           | 4      | 0      |        |
| 2010-gen. 2011           | Chesterfield             | FL2                      | 20         | 0          | FACup+CdL+EFL   | 0+1+2           | 0               |                    | -                  | -                  |             | -           | -           | 23     | 0      |        |
| gen.-giu. 2011           | Huddersfield Town        | FL1                      | 22         | 1          | FACup+CdL+EFL   | 1+0+0           | 0               |                    | -                  | -                  |             | -           | -           | 23     | 1      |        |
| 2011-2012                | Huddersfield Town        | FL1                      | 46         | 2          | FACup+CdL+EFL   | 0+2+2           | 0+1+0           |                    | -                  | -                  |             | -           | -           | 50     | 3      |        |
| 2012-2013                | Huddersfield Town        | FLC                      | 40         | 0          | FACup+CdL       | 3+1             | 0               |                    | -                  | -                  |             | -           | -           | 44     | 0      |        |
| ago. 2013                | Huddersfield Town        | FLC                      | 2          | 0          | FACup+CdL       | 0+2             | 0               |                    | -                  | -                  |             | -           | -           | 4      | 0      |        |
| Totale Huddersfield Town | Totale Huddersfield Town | Totale Huddersfield Town | 110        | 3          |                 | 11              | 1               |                    | -                  | -                  |             | -           | -           | 121    | 4      |        |
| 2013-gen. 2014           | Crystal Palace           | PL                       | 0          | 0          | FACup+CdL       | 0               | 0               |                    | -                  | -                  |             | -           | -           | 0      | 0      |        |
| gen.-giu. 2014           | Barnsley                 | FLC                      | 11         | 0          | FACup+CdL       | 0               | 0               |                    | -                  | -                  |             | -           | -           | 11     | 0      |        |
| 2014-gen. 2015           | Nottingham Forest        | FLC                      | 17         | 0          | FACup+CdL       | 0+2             | 0               |                    | -                  | -                  |             | -           | -           | 19     | 0      |        |
| gen.-giu. 2015           | Rotherham Utd            | FLC                      | 16         | 0          | FACup+CdL       | 0               | 0               |                    | -                  | -                  |             | -           | -           | 18     | 0      |        |
| 2015-2016                | Sheffield Weds           | FLC                      | 37         | 0          | FACup+CdL       | 0+3             | 0               |                    | -                  | -                  |             | -           | -           | 40     | 0      |        |
| 2016-2017                | Sheffield Weds           | FLC                      | 34         | 0          | FACup+CdL       | 0               | 0               |                    | -                  | -                  |             | -           | -           | 34     | 0      |        |
| Totale carriera          | Totale carriera          | Totale carriera          | 249        | 3          |                 | 19              | 1               |                    | -                  | -                  |             | -           | -           | 268    | 4      |        |